# Teoria de Ginsburg-Landau

Animació de l'equació de Ginsburg–Landau.

En física, la teoria de Ginsburg–Landau, sovint anomenada teoria de Landau–Ginsburg, que porta el nom de Vitali Ginsburg i Lev Landau, és una teoria física matemàtica utilitzada per descriure la superconductivitat. En la seva forma inicial, es va postular com un model fenomenològic que podria descriure superconductors de tipus I sense examinar les seves propietats microscòpiques. Un superconductor de tipus GL és el famós YBCO, i en general tots els Cuprates.
Més tard, una versió de la teoria de Ginsburg–Landau va ser derivada de la teoria microscòpica de Bardeen–Cooper–Schrieffer per Lev Gor'kov, demostrant així que també apareix en algun límit de la teoria microscòpica i donant una interpretació microscòpica de tots els seus paràmetres. També es pot donar a la teoria una configuració geomètrica general, situant-la en el context de la geometria riemanniana, on en molts casos es poden donar solucions exactes. Aquest entorn general s'estén llavors a la teoria quàntica de camps i a la teoria de cordes, de nou a causa de la seva solubilitat i la seva estreta relació amb altres sistemes similars.
Basant-se en la teoria prèviament establerta de Landau de les transicions de fase de segon ordre, Ginsburg i Landau van argumentar que l'energia lliure, F, d'un superconductor prop de la transició superconductora es pot expressar en termes d'un camp de paràmetres d'ordre complex, {\displaystyle \psi (r)=|\psi (r)|e^{i\phi (r)}}, on la quantitat {\displaystyle |\psi (r)|^{2}} és una mesura de la densitat local, com una funció d'ona de la mecànica quàntica i {\displaystyle \psi (r)} és diferent de zero per sota d'una transició de fase a un estat superconductor, tot i que en el document original no es va donar cap interpretació directa d'aquest paràmetre. Assumint la petitesa de {\displaystyle |\psi |} i la petitesa dels seus gradients, l'energia lliure té la forma d'una teoria de camps.{\displaystyle F=F_{n}+\alpha |\psi |^{2}+{\frac {\beta }{2}}|\psi |^{4}+{\frac {1}{2m^{*}}}\left|\left(-i\hbar \nabla -e^{*}\mathbf {A} \right)\psi \right|^{2}+{\frac {|\mathbf {B} |^{2}}{2\mu _{0}}}}on Fn és l'energia lliure en la fase normal, α i β en l'argument inicial es van tractar com a paràmetres fenomenològics, {\displaystyle m^{*}} és una massa efectiva, {\displaystyle e^{*}} és una càrrega efectiva (normalment 2 e, on e és la càrrega d'un electró), {\displaystyle \mathbf {A} } és el potencial del vector magnètic, i {\displaystyle \mathbf {B} =\nabla \times \mathbf {A} } és el camp magnètic. En minimitzar l'energia lliure respecte a les variacions en el paràmetre d'ordre i el potencial vectorial, s'arriba a les equacions de Ginsburg-Landau{\displaystyle \alpha \psi +\beta |\psi |^{2}\psi +{\frac {1}{2m^{*}}}\left(-i\hbar \nabla -e^{*}\mathbf {A} \right)^{2}\psi =0}{\displaystyle \nabla \times \mathbf {B} =\mu _{0}\mathbf {j} \;\;;\;\;\mathbf {j} ={\frac {e^{*}}{m^{*}}}\operatorname {Re} \left\{\psi ^{*}\left(-i\hbar \nabla -e^{*}\mathbf {A} \right)\psi \right\}}on j denota la dissipació - menys densitat de corrent elèctric i Re la part real. La primera equació —que té algunes similituds amb l'equació de Schrödinger independent del temps, però és principalment diferent a causa d'un terme no lineal— determina el paràmetre d'ordre, ψ. La segona equació proporciona llavors el corrent superconductor.